# Wahlkreis Mailand – Sesto San Giovanni (Senato della Repubblica)
Der Wahlkreis Mailand – Sesto San Giovanni (gemäß der Namenskonvention des Innenministeriums: Wahlkreis Sesto San Giovanni, obwohl er auch einen Teil der Gemeinde Mailand umfasst) war von 1993 bis 2005 und ist seit 2020 wieder ein Wahlkreis (italienisch collegio elettorale) für die Wahl des Senats.

## Von 1993 bis 2005

### Wahlkreisgebiet
Der Wahlkreis umfasste einen Teil der Gemeinde Mailand sowie die Gemeinden Bresso und Sesto San Giovanni.

### Wahlergebnisse

#### Parlamentswahl 1994
| Kandidaten               | Kandidaten                     | Parteien                     | Stimmen | %    |
| ------------------------ | ------------------------------ | ---------------------------- | ------- | ---- |
|                          | Celestino Pedrazzinigewählt    | Polo delle Libertà           | 63.379  | 40,9 |
|                          | Aurelio Giuseppe Crippagewählt | Alleanza dei Progressisti    | 48.942  | 31,5 |
|                          | Maria Pia Zatta Zucchelli      | Patto per l’Italia           | 15.436  | 9,9  |
|                          | Cristina Anna Carmel Berbenini | Alleanza Nazionale           | 11.567  | 7,5  |
|                          | Myriam Cazzavillan Cavagnaro   | Lista Pannella – Riformatori | 7.119   | 4,6  |
|                          | Giovanni Luigi Canesi          | Lega Alpina Lumbarda         | 3.888   | 2,5  |
|                          | Iride Biazzi                   | Partito Pensionati           | 2.913   | 1,9  |
|                          | Marianna De Pieri              | La Lega di Angela Bossi      | 1.220   | 0,8  |
|                          | Roberto Baitelli               | Partito della Legge Naturale | 674     | 0,4  |
| Gesamt                   | Gesamt                         | Gesamt                       | 155.138 | 100  |
|                          |                                |                              |         |      |
| Ungültige Stimmen        | Ungültige Stimmen              | Ungültige Stimmen            | 6.116   | 3,8  |
| Wähler                   | Wähler                         | Wähler                       | 161.254 | 91,2 |
| Wahlberechtigte          | Wahlberechtigte                | Wahlberechtigte              | 176.722 |      |
|                          |                                |                              |         |      |
| Quelle: Innenministerium |                                |                              |         |      |

#### Parlamentswahl 1996
| Kandidaten               | Kandidaten               | Parteien                                 | Stimmen | %    |
| ------------------------ | ------------------------ | ---------------------------------------- | ------- | ---- |
|                          | Antonio Pizzinatogewählt | L’Ulivo                                  | 63.682  | 42,7 |
|                          | Sergio Travagliagewählt  | Polo per le Libertà                      | 56.784  | 38,1 |
|                          | Celestino Pedrazzini     | Lega Nord                                | 19.256  | 12,9 |
|                          | Miriam Cazzavillan       | Lista Pannella – Sgarbi                  | 3.437   | 2,3  |
|                          | Sergio Gozzoli           | Fiamma Tricolore                         | 2.521   | 1,7  |
|                          | Maria Rosa Macchi        | Lega per l’Autonomia – Alleanza Lombarda | 1.207   | 0,8  |
|                          | Vito Gasparetto          | Partito Socialista                       | 1.121   | 0,8  |
|                          | Mario Tommaso Russo      | Federazione Liste Civiche Italiane       | 1.107   | 0,7  |
| Gesamt                   | Gesamt                   | Gesamt                                   | 149.115 | 100  |
|                          |                          |                                          |         |      |
| Ungültige Stimmen        | Ungültige Stimmen        | Ungültige Stimmen                        | 6.311   | 4,1  |
| Wähler                   | Wähler                   | Wähler                                   | 155.426 | 88,2 |
| Wahlberechtigte          | Wahlberechtigte          | Wahlberechtigte                          | 176.125 |      |
|                          |                          |                                          |         |      |
| Quelle: Innenministerium |                          |                                          |         |      |

#### Parlamentswahl 2001
| Kandidaten               | Kandidaten                 | Parteien                                 | Stimmen | %    |
| ------------------------ | -------------------------- | ---------------------------------------- | ------- | ---- |
|                          | Antonio Del Penninogewählt | Casa delle Libertà                       | 61.024  | 42,9 |
|                          | Antonio Pizzinatogewählt   | L’Ulivo                                  | 55.123  | 38,7 |
|                          | Aurelio Crippa             | Partito della Rifondazione Comunista     | 8.644   | 6,1  |
|                          | Claudio Zucchi             | Lista Di Pietro                          | 4.905   | 3,4  |
|                          | Luciano Cavagnaro          | Lista Pannella–Bonino                    | 3.739   | 2,6  |
|                          | Corrado Sacerdote          | Lega per l’Autonomia – Alleanza Lombarda | 3.320   | 2,3  |
|                          | Egidio Salvatore Vergine   | Partito Pensionati                       | 1.729   | 1,2  |
|                          | Giuseppe Mandelli          | Democrazia Europea                       | 1.599   | 1,1  |
|                          | Fabrizio Anile             | Fiamma Tricolore                         | 1.496   | 1,1  |
|                          | Marzio Gallina             | Forza Nuova                              | 399     | 0,3  |
|                          | Luciano Bertelli           | Basta! – I Liberaldemocratici            | 222     | 0,2  |
|                          | Giuseppe Babbini           | Partito Liberal Popolare                 | 149     | 0,1  |
| Gesamt                   | Gesamt                     | Gesamt                                   | 142.349 | 100  |
|                          |                            |                                          |         |      |
| Ungültige Stimmen        | Ungültige Stimmen          | Ungültige Stimmen                        | 5.671   | 3,8  |
| Wähler                   | Wähler                     | Wähler                                   | 148.020 | 85,5 |
| Wahlberechtigte          | Wahlberechtigte            | Wahlberechtigte                          | 173.090 |      |
|                          |                            |                                          |         |      |
| Quelle: Innenministerium |                            |                                          |         |      |

## Seit 2020
| Wahlkreise – Senato della Repubblica – Lombardei | Wahlkreise – Senato della Repubblica – Lombardei | Wahlkreise – Senato della Repubblica – Lombardei |
| Provinz                                          | Provinz                                          | Gemeinden nach Provinzen ⮞ Wahlkreis |
| ------------------------------------------------ | ------------------------------------------------ | --- |
|                                                  | Metropolitanstadt Mailand (133 Gemeinden)        | Teil Mailands ⮞ Wahlkreis Mailand – Buenos Aires – Venezia 44 + Teil Mailands ⮞ Wahlkreis Mailand – Sesto San Giovanni 87 ⮞ Wahlkreis Cologno Monzese 1 ⮞ Wahlkreis Pavia |
|                                                  | Provinz Bergamo (243 Gemeinden)                  | 182 ⮞ Wahlkreis Bergamo 61 ⮞ Wahlkreis Treviglio |
|                                                  | Provinz Brescia (205 Gemeinden)                  | 149 ⮞ Wahlkreis Brescia 56 ⮞ Wahlkreis Treviglio |
|                                                  | Provinz Como (148 Gemeinden)                     | 134 ⮞ Wahlkreis Como 14 ⮞ Wahlkreis Varese |
|                                                  | Provinz Cremona (113 Gemeinden)                  | alle ⮞ Wahlkreis Cremona |
|                                                  | Provinz Lecco (84 Gemeinden)                     | alle ⮞ Wahlkreis Como |
|                                                  | Provinz Lodi (60 Gemeinden)                      | alle ⮞ Wahlkreis Pavia |
|                                                  | Provinz Mantua (64 Gemeinden)                    | alle ⮞ Wahlkreis Cremona |
|                                                  | Provinz Monza und Brianza (55 Gemeinden)         | alle ⮞ Wahlkreis Monza |
|                                                  | Provinz Pavia (186 Gemeinden)                    | alle ⮞ Wahlkreis Pavia |
|                                                  | Provinz Sondrio (77 Gemeinden)                   | alle ⮞ Wahlkreis Como |
|                                                  | Provinz Varese (138 Gemeinden)                   | alle ⮞ Wahlkreis Varese |

### Wahlkreisgebiet
Der Wahlkreis umfasst 45 Gemeinden, und zwar den Teil der Gemeinde Mailand, der aus den statistischen Einheiten (Nuclei di identità locale, Kurzbezeichnung: NIL) Trenno (NIL 64), Gallaratese (NIL 65), QT 8 (NIL 66), Villapizzone (NIL 71), Maggiore – Musocco (NIL 72), Cascina Triulza – Expo (NIL 73), Sacco (NIL 74), Stephenson (NIL 75), Quarto Oggiaro (NIL 76), Bovisa (NIL 77), Dergano (NIL 79), Affori (NIL 80), Bovisasca (NIL 81), Comasina (NIL 82) und Bruzzano (NIL 83) besteht, sowie die Gemeinden Arconate, Arese, Baranzate, Bernate Ticino, Bollate, Bresso, Buscate, Busto Garolfo, Canegrate, Castano Primo, Cerro Maggiore, Cesate, Cinisello Balsamo, Cormano, Cornaredo, Cuggiono, Cusano Milanino, Dairago, Garbagnate Milanese, Inveruno, Lainate, Legnano, Magnago, Nerviano, Nosate, Novate Milanese, Paderno Dugnano, Parabiago, Pero, Pogliano Milanese, Pregnana Milanese, Rescaldina, Rho, Robecchetto con Induno, San Giorgio su Legnano, San Vittore Olona, Senago, Sesto San Giovanni, Settimo Milanese, Solaro, Turbigo, Vanzaghello, Vanzago und Villa Cortese.

### Wahlergebnisse

#### Parlamentswahl 2022
| Kandidaten                          | Kandidaten            | Stimmen | %    | Listen                                                  | Stimmen | %    |
| ----------------------------------- | --------------------- | ------- | ---- | ------------------------------------------------------- | ------- | ---- |
|                                     | Isabella Rautigewählt | 231.542 | 45,3 | Fratelli d’Italia                                       | 124.482 | 24,4 |
| Lega per Salvini Premier            | Isabella Rautigewählt | 231.542 | 45,3 | 64.058                                                  | 12,5    |      |
| Forza Italia                        | Isabella Rautigewählt | 231.542 | 45,3 | 38.084                                                  | 7,5     |      |
| Noi Moderati                        | Isabella Rautigewählt | 231.542 | 45,3 | 4.918                                                   | 1,0     |      |
|                                     | Emanuele Fiano        | 158.012 | 30,9 | Partito Democratico – Italia Democratica e Progressista | 110.378 | 21,6 |
| Alleanza Verdi e Sinistra           | Emanuele Fiano        | 158.012 | 30,9 | 23.877                                                  | 4,7     |      |
| +Europa                             | Emanuele Fiano        | 158.012 | 30,9 | 21.353                                                  | 4,2     |      |
| Impegno Civico – Centro Democratico | Emanuele Fiano        | 158.012 | 30,9 | 2.404                                                   | 0,5     |      |
|                                     | Elena Sironi          | 48.533  | 9,5  | Movimento 5 Stelle                                      | 48.533  | 9,5  |
|                                     | Tiziana Demma         | 47.231  | 9,2  | Azione – Italia Viva                                    | 47.231  | 9,2  |
|                                     | Samtantha Mazza       | 9.124   | 1,8  | Italexit per l’Italia                                   | 9.124   | 1,8  |
|                                     | Nadia Rosa            | 6.574   | 1,3  | Unione Popolare                                         | 6.574   | 1,3  |
|                                     | Alberto Vallicelli    | 5.961   | 1,2  | Italia Sovrana e Popolare                               | 5.961   | 1,2  |
|                                     | Gianni Gemma          | 3.409   | 0,7  | Vita                                                    | 3.409   | 0,7  |
|                                     | Maurizio Correnti     | 653     | 0,1  | Noi di Centro – Europeisti                              | 653     | 0,1  |
| Gesamt                              | Gesamt                | 511.039 | 100  |                                                         | 511.039 | 100  |
|                                     |                       |         |      |                                                         |         |      |
| Ungültige Stimmen                   | Ungültige Stimmen     | 19.127  | 3,6  |                                                         |         |      |
| Wähler                              | Wähler                | 530.166 | 68,1 |                                                         |         |      |
| Wahlberechtigte                     | Wahlberechtigte       | 778.323 |      |                                                         |         |      |
|                                     |                       |         |      |                                                         |         |      |
| Quelle: Innenministerium            |                       |         |      |                                                         |         |      |